# Gorillaz (album)
Pour le groupe, voir Gorillaz.
Albums de Gorillaz
Tomorrow Comes Today EP
(2000) G-Sides
(2002)
Singles
1. Clint Eastwood
Sortie : 5 mars 2001
2. 19-2000
Sortie : 25 juin 2001
3. Rock the House
Sortie : 22 octobre 2001
4. Tomorrow Comes Today
Sortie : 15 février 2002

Gorillaz est le premier album studio du groupe virtuel Gorillaz, sorti en 2001. Il est produit par Dan « The Automator » Nakamura. L'album contient des participations de Tina Weymouth et Chris Frantz (respectivement bassiste et batteur de Talking Heads), Kid Koala, Del the Funky Homosapien, Miho Hatori (de Cibo Matto) ou Ibrahim Ferrer (du Buena Vista Social Club). 
Sorti sur le catalogue Parlophone Records (Virgin pour les États-Unis) et enregistré à Londres (Studio 13) et en Jamaïque (Geejam Studios), il contient les singles Clint Eastwood, 19-2000, Rock the House et Tomorrow Comes Today. L'album fut numéro 3 en Angleterre et fit un carton inespéré aux Etats-Unis, devenant numéro 14 et se vendant à 7 millions de copies à travers le monde. Il offrit également au groupe une entrée dans le Guinness Book en tant que groupe virtuel le plus célèbre.

## Background
Damon Albarn et Jamie Hewlett se rencontrent pour la première fois en 1990 : Graham Coxon est fan du travail de Hewlett et lui demande de venir interviewer Blur, le groupe de britpop que Albarn et Coxon viennent de former il y a 2 ans. L'interview est publiée dans le magazine Deadline, qui publie également Tank Girl, comic phare du magazine, cocréé par Jamie et son ami Alan Martin. Hewlett considérait Albarn comme un « trou du cul, un branleur », et bien qu'il soit une connaissance du groupe, il n'arrivait pas à s'entendre avec eux, particulièrement depuis qu'il sortait avec l'ex-petite amie de Coxon, Jane Olliver. Malgré cela, Albarn et Hewlett deviennent colocataires à la Westbourne Grove de Londres en 1997, Hewlett venant de se séparer d'Olliver, et Albarn ayant fait de même avec Justine Frischmann d'Elastica.
L'idée de former Gorillaz s'est formé alors qu'ils regardaient MTV. Hewlett explique à ce sujet : « si on regarde trop longtemps MTV, ça devient l'enfer – il y a rien d'intéressant. Alors on a eu l'idée d'un groupe d'animation, quelque chose qui serait un peu comme un commentaire de tout ça. » Le groupe se nomme à l'origine « Gorilla » et le premier titre enregistré s'intitule Ghost Train, plus tard publié comme face B de leur single Rock the House et de leur compilation G-Sides. Les premiers musiciens qui incarnent Gorillaz incluent Albarn, Del the Funky Homosapien, Dan the Automator et Kid Koala, ancien collaborateur sur le titre Time Keeps on Slipping du premier album homonyme de Deltron 3030 (album sur lequel Damon avait déjà posé sa voix).
À l'époque pas encore nommé Gorillaz, Albarn expliquera que l'« une des toutes premières chansons de Gorillaz était le single On Your Own de Blur publié en 1997 dans leur album homonyme, Blur. »

## Composition
À travers l'album, le groupe explore une large diversité de genres musicaux : hip-hop, rock alternatif, dub, reggae, trip-hop, rap rock, art rock, Britpop, musique latine, musique psychédélique ou encore punk.
Le premier single de l'album, Clint Eastwood, est nommé d'après le célèbre acteur du même nom. Dans la chanson, le thème du film Le Bon, la Brute et le Truand peut être entendu. Le film est l'un des plus célèbres westerns créés par le réalisateur italien Sergio Leone à la fin des années 60 et Eastwood y joue un personnage anonyme. Une version avec des paroles tout à fait différentes, écrites par Phi Life Cypher, trio de rappeurs basé à Luton, peut être écoutable sur l'album de faces B G-Sides, de même que des versions alternatives de Rock the House et Starshine sont écoutables sur YouTube, ce qui fut révélé des années après la sortie de l'album (Starshine peut aussi être écouté sur le compte SoundCloud officiel de Phi Life Cypher). Toutes les éditions de Gorillaz contiennent une section interactive avec des économiseurs d'écran, des fonds d'écran et un AutoPlay révélant un petit film faisant gagner à l'utilisateur la clé du camping-car de Murdoc. Cette partie de la version interactive des Kong Studios, dans le premier site web de Gorillaz, restait fermée si le petit film ne se déclenchait pas. S'il s'est déclenché, l'utilisateur peut visiter le fameux camping-car.
Le rappeur Del the Funky Homosapien apparaît sur 2 titres : Clint Eastwood et Rock the House, dont les singles et les clips furent d'immenses succès. À l'origine, Del ne devait pas collaborer sur l'album à cause de son travail sur Deltron 3030, du fait que l'album était quasiment terminé et que Phi Life Cypher avait déjà écrit un texte complet. Mais quand le projet fut lui aussi achevé, Dan the Automator (producteur de Deltron 3030 et de Gorillaz) proposa au rappeur de rester en studio un peu plus longtemps pour écrire de nouvelles paroles. Des années plus tard, dans une interview donnée pour le webzine français Greenroom, Si Phili, ancien membre de Phi Life Cypher (le trio s'est séparé au début des années 2010), donna la raison de leur non-présence sur le disque à l'époque : Nakamura aurait proposé à Damon Albarn de mixer gratuitement le disque si Del en devenait la tête d'affiche, ce qui impliquait de refaire Clint Eastwood et Rock the House et de supprimer le passage rappé sur Starshine. Damon accepta l'offre alors que les membres du trio se trouvaient au Studio 13, au même moment, pour être modélisés en capture de mouvement et avoir leurs versions animées dans le monde de Gorillaz.
Pour les besoins des clips et de l'enrichissement de l'histoire des musiciens fictifs censés être les vrais membres de Gorillaz, le rappeur joue le personnage de "Del the Ghost Rapper", un esprit ayant survécu à la mort en se réfugiant dans le corps du batteur Russel Hobbs. Toujours dans la backstory, Del est également l'un des amis de Russel ayant été tués lors d'un drive-by shooting et dont les fantômes se sont retrouvés dans le corps de ce dernier, le possédant. Lors d'une interview sur le succès de Clint Eastwood, le vrai Del dit qu'il avait tout simplement écrit la chanson en lisant le livre How to Write a Hit Song, livre qu'il a eu avec un coupon lui ayant été donné par sa mère. Quand la chanson fut disque de platine, il donna la plaque à sa mère. En 2004, Gorillaz et Laika Come Home furent réunis dans un box set en édition limitée. Il fut suivi par la sortie d'un morceau rare de Gorillaz : Dub Dumb, en featuring avec l'artiste anglo-jamaïcain Sweetie Irie ; on peut écouter cet air dans le jeu vidéo MTV Music Generator 2, sorti sur PlayStation 2. D'autres pistes de la Phase 1 peuvent être aussi trouvables sur Internet, comme Gor Beaten (certains éléments instrumentaux se trouvaient également sur les ordinateurs des musiciens fictifs, sur le vieux site web du groupe).

## Background du groupe fictif
Même si les groupes d'animation ou fictionnels existaient déjà bien avant Gorillaz, ils ne se cantonnaient qu'à être strictement parodiques (Spinal Tap) ou alors à être marketés pour le très jeune public et exclusivement cantonnés à une série animée télévisée (The Archies, Alvin and the Chipmunks). Avec Gorillaz, Damon Albarn et Jamie Hewlett s'écartent complètement de ce schéma, en créant des personnages ayant une histoire et une personnalité leur étant strictement propres, sans être des caricatures des vrais musiciens impliqués dans le projet, de sorte à appuyer les dires d'Albarn sur leur existence réelle (au début du groupe, le musicien soutenait que lui et Jamie n'étaient que de simples collaborateurs du groupe, ce dernier disant par exemple en 2001, lors d'une interview donnée aux Inrockuptibles : « Les Gorillaz ont un jour déboulé chez moi avec leur maquette, ils savaient que j'étais musicien et que mon meilleur copain [Jamie Hewlett] était dessinateur, ils étaient certains que nous allions les aider. Ils existent, au moins autant que Marilyn Manson. »). Les deux hommes ont donc créé pour chaque Phase du groupe un scénario se révélant au fil des clips, des interviews, des courts-métrages d'animation... Ici, le background du groupe fictif est celui de la Phase 1, nommée Celebrity Take Down et s'étalant environ de 1998 à 2003, incluant l'album mais aussi G-Sides, Laika Come Home et les autres sorties gravitant autour de cette période.
Tout commence donc le 15 août 1997 par une rencontre involontaire entre 2 hommes : Stuart Pot (surnommé Stu-Pot) et Murdoc Niccals. Le premier est vendeur dans un magasin de musique, le Uncle Norm's Organ Emporium, où il est le vendeur vedette, réputé comme idiot mais passionné par tout ce qui ressemble de près ou de loin à un piano. Le second est un hooligan sataniste rêvant de créer un groupe de musique à succès et ayant déjà une certaine expérience en tant que bassiste dans plusieurs groupes underground. Et ce 15 août 1997, il se trouve aux commandes d'une Vauxhall Astra volée, accompagné d'autres hooligans et ayant un objectif bien précis : cambrioler l'Uncle Norm pour voler des synthétiseurs, afin que Murdoc puisse monter son projet. Il fonça dans la fenêtre du magasin mais n'avait pas prévu le fait que Stu-Pot se trouvait juste devant la voiture.
Le vendeur fut touché à l'œil gauche, ce dernier devenant noir, et tomba dans un état catatonique. Le chauffard fut arrêté et condamné à 30 000 heures de travaux d'intérêt général ainsi qu'à 10 heures chaque semaine pour s'occuper d'un Stuart devenu légume, notamment pour lui faire faire sa promenade. Un peu plus tard, alors qu'ils se trouvaient dans un car park de Nottingham et dans une tentative pour impressionner les femmes présentes sur les lieux, Murdoc tenta un 360° qui échoua. Sa voiture s'écrasa contre le sol et Stuart en fut éjecté, ce qui rendit son œil droit noir, mais le fit sortir de son coma. Impressionné par sa nouvelle apparence, le sataniste se mit à lui trouver plus d'intérêt, tandis que le revenant fut convaincu que Murdoc lui avait sauvé la vie. Devenus amis, les 2 décidèrent de fonder un groupe ; Murdoc serait le bassiste et Stu-Pot (rebaptisé "2D" à cause de ses 2 dents de devant proéminentes et du fait que selon Murdoc, Stu-Pot, « c'était vraiment un nom débile ») serait le chanteur et le claviériste.
En septembre 1998, Murdoc découvre sur Internet les Kong Studios, une gigantesque maison hantée au passé relativement obscur située sur une colline elle-même située près d'un cimetière et d'une décharge dans les environs de Districtshire, Essex. Ayant besoin d'un batteur pour le groupe, le bassiste choisit un autre vendeur, travaillant dans un magasin de disques à Soho : Russel Hobbs, Afro-Américain à l'histoire tourmentée (il fut expulsé de son école pour cause de possession démoniaque et contient en lui les fantômes de ses amis morts, tous assassinés par un gang rival). Pour distraire son attention, Murdoc l'aborda en le questionnant au sujet d'un obscur disque des années 1950. Avant de lui poser un sac en papier sur la tête et de le kidnapper afin de le conduire aux Kong Studios. Une fois tous arrivés, les deux firent écouter leurs démos à Russel. Ce dernier fut conquis et, malgré la manière très incivile dont il fut amené ici, accepta de devenir le batteur du groupe. À ce stade, il manque au groupe un guitariste et fut d'abord pressentie Paula Cracker, qui était la petite amie de 2D à l'époque. Sauf qu'elle fut renvoyée du groupe après que Russel l'ait surprise en train de coucher avec Murdoc dans les toilettes des Kong Studios (ce fut d'ailleurs la cause des cinq ultimes blessures au nez du bassiste).
Comme beaucoup de groupes anglais avant eux, Gorilla (le nom originel du groupe) décida donc de passer une petite annonce dans le NME. Ce qui fonctionna, car ce même jour, le trio reçut un colis FedEx venant du Japon et dont le destinataire était anonyme. Ce colis contenait ni plus ni moins qu'une petite fille de 8 ans amnésique et portant une Gibson Les Paul. La fillette fit une introduction incompréhensible en japonais avant de jouer un riff de guitare décrit par 2D comme "200 démons hurlant en langue arabique. Brillant !" et de terminer par un coup de pied sauté en l'air. Et quand les trois lui demandèrent son nom, elle leur répondit par le seul mot en anglais qu'elle connaissait, ce mot devenant son seul nom connu : Noodle. Le groupe finalement assemblé, Gorilla changea pour devenir Gorillaz. Leur première chanson, Ghost Train, fut enregistrée aux Kong Studios avant qu'une copie ne soit envoyée dans une cassette, accompagnée d'une présentation et de photos des musiciens, à Whiffy Smithy, homme occupant un poste important chez EMI. Ce fut également à cette période qu'ils auraient rencontré Damon Albarn et Jamie Hewlett.
Le 5 novembre 1998, Gorillaz joue son premier concert au Brownhouse, un pub de Camden. Concert devenu mythique par sa fin prématurée, due à une émeute du public pendant que le groupe jouait sa chanson Punk. Pour venir à la rencontre du groupe, Whiffy Smithy fut forcé de tirer plusieurs coups de shotgun pour faire se disperser la foule. Grâce à ce concert, les Gorillaz purent signer chez EMI et sortirent en novembre 2000 l'EP Tomorrow Comes Today, leur première publication. Puis, ils enregistrèrent sans s'arrêter à Londres et en Jamaïque, sous l'autorité créative de Russel et avec leurs collaborateurs, jusqu'à la sortie de l'album Gorillaz, en mars 2001.

## Listes des titres
Tous les titres sont écrits, composés et joués par Gorillaz.
| 1.  | Re-Hash                                                      | Damon Albarn                            | Dan the Automator, Damon Albarn | 3:37 |
| 2.  | 5/4                                                          | Albarn                                  | Dan the Automator, Damon Albarn | 2:39 |
| 3.  | Tomorrow Comes Today                                         | Albarn, Allen Toussaint                 | Dan the Automator, Damon Albarn | 3:12 |
| 4.  | New Genious (Brother)                                        | Albarn, Robert Hunt, Odetta Gordon      | Dan the Automator, Damon Albarn | 3:57 |
| 5.  | Clint Eastwood (featuring Del the Funky Homosapien)          | Albarn, Delvon Jones                    | Dan the Automator, Damon Albarn | 5:39 |
| 6.  | Man Research (Clapper)                                       | Albarn, Raymond Scott                   | Dan the Automator, Damon Albarn | 4:32 |
| 7.  | Punk                                                         | Albarn                                  | Dan the Automator, Damon Albarn | 1:36 |
| 8.  | Sound Check (Gravity)                                        | Albarn                                  | Dan the Automator, Damon Albarn | 4:40 |
| 9.  | Double Bass                                                  | Albarn                                  | Dan the Automator, Damon Albarn | 4:44 |
| 10. | Rock the House (featuring Del the Funky Homosapien)          | Albarn, Jones, Nakamura, John Dankworth | Dan the Automator, Damon Albarn | 4:08 |
| 11. | 19-2000 (featuring Tina Weymouth)                            | Albarn                                  | Dan the Automator, Damon Albarn | 3:27 |
| 12. | Latin Simone (¿Qué Pasa Contigo?) (featuring Ibrahim Ferrer) | Albarn, Ibrahim Ferrer, Keith Mansfield | Dan the Automator, Damon Albarn | 3:36 |
| 13. | Starshine                                                    | Albarn                                  | Jason Cox, Tom Girling          | 3:31 |
| 14. | Slow Country                                                 | Albarn, Jerry Dammers                   | Dan the Automator, Damon Albarn | 3:35 |
| 15. | M1 A1                                                        | Albarn                                  | Dan the Automator, Damon Albarn | 3:54 |

| 16. | Clint Eastwood (Ed Case and Sweetie Irie refix edit) | Albarn, Jones | Dan the Automator, Damon Albarn | 3:42 |
| 17. | 19-2000 (Soulchild radio edit)                       | Albarn        | Dan the Automator, Damon Albarn | 3:33 |

| 18. | Dracula                 | Albarn, William Lava                                                          | Dan the Automator, Damon Albarn | 4:44 |
| 19. | Left Hand Suzuki Method | Albarn, McKinley Morganfield, Mel London, Ellas McDaniel, Thomas Haynes Bayly | Dan the Automator, Damon Albarn | 3:12 |

### Disque bonus
| 1. | Rock the House (clip vidéo)           | 3:43 |
| 2. | Noodle Fight (jeu vidéo)              |      |
| 3. | Cymbalism (jeu vidéo)                 |      |
| 4. | Gorillaz wallpaper                    |      |
| 5. | Rock the House (écran de veille)      |      |
| 6. | 19-2000 driving game (geep simulator) |      |

| 1. | Dracula                                         | 4:44 |
| 2. | Hip Albatross                                   | 2:43 |
| 3. | Left Hand Suzuki Method (featuring Miho Hatori) | 3:11 |
| 4. | The Sounder (featuring Phi Life Cypher)         | 6:16 |

| 1. | 12D3                                            | 3:25 |
| 2. | Dracula                                         | 4:44 |
| 3. | Left Hand Suzuki Method (featuring Miho Hatori) | 3:11 |
| 4. | Hip Albatross                                   | 2:43 |
| 5. | Tomorrow Comes Today (clip)                     | 3:16 |
| 6. | Clint Eastwood (clip)                           | 4:30 |
| 7. | 19-2000 (clip)                                  | 3:56 |

| 1.  | Slow Country                                               | 3:38 |
| 2.  | Tomorrow Comes Today                                       | 3:13 |
| 3.  | Latin Simone (¿Que Pasa Contigo?)                          | 3:39 |
| 4.  | Latin Simone (¿Que Pasa Contigo?) (lower BV's)             | 3:39 |
| 5.  | New Genius (version unmastered de New Genius (Brother))    | 4:01 |
| 6.  | 19-2000                                                    | 3:29 |
| 7.  | 5/4                                                        | 2:42 |
| 8.  | Clint Eastwood (featuring Del the Funky Homosapien)        | 6:33 |
| 9.  | Sound Check (version unmastered de Sound Check (Gravity))  | 4:44 |
| 10. | Man Research (Clapper)                                     | 4:36 |
| 11. | Re-Hash                                                    | 3:40 |
| 12. | Exhumation (version unmastered de Left Hand Suzuki Method) | 5:15 |
| 13. | Rock the House (instrumentale)                             | 3:47 |
| 14. | M1 A1 (titré Mi Ai sur la pochette)                        | 3:52 |
| 15. | Punk                                                       | 2:23 |
| 16. | Double Bass                                                | 4:46 |
| 17. | Starshine                                                  | 3:35 |
| 18. | Faust                                                      | 4:08 |

## Samples
- Tomorrow Comes Today contient un sample de Get Out of My Life, Woman d'Allen Toussaint[15].
- New Genious (Brother) contient des samples de Attention de Head West et de Hit or Miss de Bo Diddley[16].
- Man Research (Clapper) contient un sample de In the Hall of the Mountain Queen de Raymond Scott[17].
- Rock the House contient un sample de Modesty Blaise de John Dankworth[18]
- Latin Simone (¿Qué Pasa Contigo?) contient un sample de Incidental Backcloth No. 3 de Keith Mansfield[19].
- 19-2000 contient un sample de If I Needed Someone de Bit 'A Sweet[20].
- 19-2000 (Soulchild Remix) contient des samples de Sing a Simple Song de Sly and the Family Stone et de Soul Power '74 - Part: I de Maceo and the Macks[21]
- Slow Country contient un sample de Ghost Town de The Specials[22].
- M1A1 contient un sample de The Dead Suite de John Harrison sur la bande originale de Le Jour des morts-vivants[23].
- Dracula contient des extraits sonores du film Un appel de Transylvanie.
- Left Hand Suzuki Method contient des samples de Mannish Boy de Muddy Waters et de Long, Long Ago de Thomas Haynes Bayly[24].
- Ghost Train contient un sample de The Sound of the Crowd de The Human League[25].
- Hip Albatross contient un sample du film Zombie[26].

## Classements hebdomadaires
| Classement (2001)                  | Meilleure place |
| ---------------------------------- | --------------- |
| Allemagne (Media Control AG)       | 3               |
| Australie (ARIA)                   | 17              |
| Autriche (Ö3 Austria Top 40)       | 3               |
| Belgique (Flandre Ultratop)        | 10              |
| Belgique (Wallonie Ultratop)       | 3               |
| Canada (Canadian Albums Chart)     | 12              |
| Danemark (Tracklisten)             | 4               |
| Écosse (OCC)                       | 4               |
| États-Unis (Billboard 200)         | 14              |
| Finlande (Suomen virallinen lista) | 7               |
| France (SNEP)                      | 7               |
| Irlande (IRMA)                     | 6               |
| Italie (FIMI)                      | 10              |
| Norvège (VG-lista)                 | 2               |
| Nouvelle-Zélande (RIANZ)           | 2               |
| Pays-Bas (Mega Album Top 100)      | 17              |
| Royaume-Uni (UK Albums Chart)      | 3               |
| Suède (Sverigetopplistan)          | 14              |
| Suisse (Schweizer Hitparade)       | 6               |

| Classement (2017)                   | Meilleure place |
| ----------------------------------- | --------------- |
| États-Unis (Top Alternative Albums) | 19              |
| États-Unis (Top Rock Albums)        | 30              |

| Classement (2021) | Meilleure place |
| ----------------- | --------------- |
| Portugal (AFP)    | 25              |

## Certifications
| Pays                    | Certification | Unités certifiées |
| ----------------------- | ------------- | ----------------- |
| Allemagne (BVMI)        | Or            | 150 000           |
| Argentine (CAPIF)       | Platine       | 40 000            |
| Australie (ARIA)        | Platine       | 70 000            |
| Autriche (IFPI)         | Or            | 20 000            |
| Belgique (BEA)          | Platine       | 50 000            |
| Canada (Music Canada)   | Platine       | 100 000           |
| Danemark (IFPI)         | Platine       | 50 000            |
| États-Unis (RIAA)       | Platine       | 1 000 000         |
| Europe (IFPI)           | 2 × Platine   | 2 000 000         |
| Finlande (IFPI)         | Or            | 15 169            |
| France (SNEP)           | Platine       | 300 000           |
| Mexique (AMPROFON)      | Or            | 75 000            |
| Norvège (IFPI)          | Or            | 25 000            |
| Nouvelle-Zélande (RMNZ) | 2 × Platine   | 30 000            |
| Royaume-Uni (BPI)       | 3 × Platine   | 900 000           |
| Suède (GLF)             | Platine       | 80 000            |
| Suisse (IFPI)           | Platine       | 40 000            |

## Crédits
- Damon Albarn : chant, claviers, mélodica, guitare, basse sur Punk, batterie électronique
- Jason Cox : production, ingénierie, batterie, batterie électronique
- Junior Dan : guitare basse
- Dan the Automator : production, samples, loops, batterie électronique, synthétiseurs additionnels
- Cass Browne : batterie, percussions
- Del the Funky Homosapien : rap sur Clint Eastwood et Rock the House
- Ibrahim Ferrer : chant sur Latin Simone (¿Que Pasa Contigo?)
- Tom Girling : production, ingénierie, Pro Tools, batterie programmée
- Miho Hatori : chant additionnel
- Jamie Hewlett : artwork, animation
- Jow : photographie
- Kid Koala : production additionnelle et scratchs
- Ed Reeve : photographie
- Tina Weymouth : chœurs sur 19-2000
- Chris Frantz : percussions additionnelles sur 19-2000
- Dave Rowntree : batterie sur Punk et M1A1
- Toby Whelan : ingénierie
- Zombie Flesh Eaters : artwork

## Historique de sortie
| Pays        | Label                | Référence        | Édition                                           |
| ----------- | -------------------- | ---------------- | ------------------------------------------------- |
| Royaume-Uni | Parlophone           | 7243 5 32093 0   | originale                                         |
| Royaume-Uni | Parlophone           | 7243 5 31138 0 3 | réédition                                         |
| France      | Parlophone           | 7243 5 34488 0 6 | limitée                                           |
| États-Unis  | Virgin               | 7243 5 33748 0 8 | originale                                         |
| États-Unis  | Virgin               | 7243 5 33748 0 8 | réédition                                         |
| Malaisie    | EMI                  | 7243 5 38704 0 9 | limitée                                           |
| États-Unis  | Warner Bros. Records | 337480-2PRL      | décembre 2013 (réédition après la scission d'EMI) |